# Corus laevepunctatus
Corus laevepunctatus là một loài bọ cánh cứng trong họ Cerambycidae.